# Société de formation à distance des commissions scolaires du Québec
La Société de formation à distance des commissions scolaires du Québec (SOFAD) est un organisme à but non lucratif québécois (canadien) issu du mandat exercé par le Ministère de l'Éducation du Québec (aujourd'hui MELS) en matière de formation à distance de 1946 à 1995. Sa création, en 1996, résulte d'une volonté partagée du Ministère et du réseau des commissions scolaires. Son conseil d'administration est constitué de représentants de commissions scolaires et d'organismes éducatifs du Québec.  
La SOFAD a pour mission de répondre aux besoins des commissions scolaires, francophones et anglophones, en matériel d'apprentissage. Ces besoins sont suscités par la diversification de lieux, des modes de formation et des parcours d'apprentissage au secondaire.

## Historique
L'avènement officiel de la formation à distance se produit en 1946, alors que le Ministère du Bien-être social et de la Jeunesse, responsable de l'éducation au Québec à l'époque, institue l'Office des cours par correspondance, avec un mandat limité à la formation professionnelle. La formation à distance étend ensuite son rayon d'action à la formation générale en 1972. En 1983, l'offre s'élargit à l'ordre collégial; un patrimoine d'une cinquantaine de cours sera légué au Centre collégial de formation à distance (maintenant appelé Cégep@distance) au moment de sa fondation, en 1991. Tout au long des années 1980, on développe également une série de cours dits d'éducation populaire destinés au grand public. L'offre de cours est à ce moment-là la plus diversifiée de toute l'histoire de l'institution. En 1992 a lieu la première offre de cours aux anglophones. Cette même année, la formation à distance se recentre sur la formation qualifiante, particulièrement la formation générale.
En 1993, le Ministère de l'Éducation émet le souhait de ramener toutes les fonctions d'enseignement à distance au secondaire dans le réseau des commissions scolaires. Un comité de coordination associant le Ministère et les commissions scolaires s'entend sur la création d'une organisation mixte reposant sur la complémentarité entre certains établissements scolaires qui offriraient les services directs à la population, et un organisme central de conception, de production et de recherche en matière de formation à distance, situé à l'extérieur du Ministère, soit la SOFAD. 
En janvier 1995, une cinquantaine de commissions scolaires commencent à offrir les services à la clientèle de la formation à distance. Le 1er avril 1996, la SOFAD voit officiellement le jour. 
En mars 2004, a eu lieu le lancement du portail de cours en ligne de la SOFAD. L'arrivée du portail eduSOFAD marque le début d'une nouvelle génération de cours et de services en ligne.

## Fonctionnement
Depuis ses débuts en 1946, la formation à distance au secondaire au Québec est réservée aux adultes, soit les personnes ayant 16 ans et plus, au 1er juillet de l'année en cours. Ce sont les établissements (centres d'éducation des adultes, centres de formation professionnelle) des commissions scolaires concernées qui prennent les inscriptions et s'occupent de manière générale de tout ce qui concerne les apprentissages (analyse de dossier, conseil pédagogique, tutorat, examen sous surveillance, sanction des études).
Les cours menant à un diplôme (d'études secondaires ou d'études professionnelles) ont la même valeur que ceux pris en présentiel dans un établissement. Ils sont reconnus par le Ministère de l'Éducation, du Loisir et du Sport MELS, de même que par les collèges pour les études post-secondaires.

## Statistiques
Depuis 1995-1996, l'accroissement global des inscriptions en formation à distance au secondaire est de 399 % pour les cours crédités en formation générale et en formation professionnelle (de 10 778 à 53 737 inscriptions).